# NGC 5037
NGC 5037 је спирална галаксија у сазвежђу Девица која се налази на NGC листи објеката дубоког неба.
Деклинација објекта је - 16° 35' 24" а ректасцензија 13h 14m 59,4s. Привидна величина (магнитуда) објекта NGC 5037 износи 12,2 а фотографска магнитуда 13,1. Налази се на удаљености од 29,0000 милиона парсека од Сунца. NGC 5037 је још познат и под ознакама MCG -3-34-29, IRAS 13123-1619, PGC 46078.